# Blanca Riestra
Blanca Riestra Rodríguez-Losada (La Coruña, 4 de mayo de 1970) es una escritora española. Su obra está escrita, predominantemente, en español.

## Biografía
Blanca Riestra Rodríguez Losada nació en La Coruña en 1970. Se licencia en Filología Hispánica en la Universidad de Santiago de Compostela. Durante esa época escribe su primera novela, Anatol y dos más, que se publica en 1996.
Vive durante seis años en Francia, donde escribe su tesis doctoral sobre Juan Larrea (poeta) y su segunda novela, La canción de las cerezas, con la que consigue el Premio Ateneo Joven de Sevilla, en 2001.
En el año 2000 traslada su residencia a Madrid dónde se centra en su labor como escritora y como crítica literaria para el Blanco y Negro Cultural, articulista de opinión y actualidad cultural para La Voz de Galicia y de Viajes para El País y El Mundo.
En 2003 se traslada a Roma para escribir becada por la Academia de España durante seis meses. En esa estancia en Italia enseña literatura en la Università della Sapienza.
Entre 2005 y 2007 fue directora del Instituto Cervantes de Albuquerque, Estados Unidos.
Ha enseñado literatura en la Università della Sapienza, en Roma, en Saint Louis University y en IE University, en Madrid. Fue directora editorial de la colección Version Céleste de la editorial francesa Orbis Tertius. Ha sido profesora en el Centro de Estudios Superiores Universitarios de Galicia-Universidad de San Jorge (CESUGA-USJ), en La Coruña.
Actualmente da clases de francés en un instituto de La Coruña

## Novelas en castellano
- Anatol y dos más (Anagrama, 1996)
- La canción de las cerezas (Algaida, 2001), Premio Ateneo Joven de Sevilla
- El Sueño de Borges (Algaida, 2005), Premio Tigre Juan de novela
- Todo lleva su tiempo (Alianza, 2007), finalista del Premio Fernando Quiñones
- Madrid blues (Alianza, 2008)
- La noche sucks (Alianza, 2010)
- Vuelo diurno (Casa de Cartón, 2012)
- Pregúntale al Bosque (Pre-Textos, 2013)
- Greta en su laberinto (Alianza, 2016)

## Novelas en gallego
- Noire Compostela (Galaxia, 2016)
- Aquí comeza o mar (Galaxia, 2022). Premio de novela Eduardo Blanco Amor 2021.

## Poemarios
- Una felicidad salvaje (Huerga y Fierro, 2010)

## Antologías
- Páginas amarillas, Lengua de Trapo, 1998.
- De Ariadnas y Penélopes, Castalia, julio de 2002.
- Madrid, Nebraska. EE.UU en el relato español del siglo XXI. Edición y prólogo de Sergi Bellver. Bartleby, 2014.[1]

## Premios
- 1998. Premio Antonio Machado por su relato "Isla Decepción".
- 2001. Premio de novela Ateneo Joven de Sevilla por La canción de las cerezas.
- 2004. Premio Tigre Juan por Todo lleva su tiempo.
- 2006. Premio Eñe de relato con "La noche sucks".
- 2013. Premio Internacional de novela Ciudad de Barbastro, por su obra Pregúntale al Bosque.
- 2015. Premio de narrativa Torrente Ballester.[2]
- 2016. Premio de novela por entregas de La Voz de Galicia por Noire Compostela.
- 2020 Premio Ateneo de Sevilla por Últimas noches del edificio San Francisco.[3]
- 2021 Premio Blanco Amor de novela en lengua gallega por Aquí comeza o mar.

## Recepción crítica

### SobreAnatol y dos más
“Blanca Riestra nos trae el recuerdo de Carmen Laforet o quizá de Djuna Barnes”
				Antón Castro- El periódico de Catalunya
“Es una prosa de alguien que ha leído poesía y sabe contener lo mejor de cada género (...) BR es capaz de hundirse en el lenguaje para sacar a flote su verdad y su belleza, y también es capaz de rebelarse contra esa manía de nombrar”
				Lidia Bravo- Sur
“Blanca Riestra juega con las palabras con muy despectiva maestría”
				Camilo José Cela –ABC 
“De vez en cuando uno necesita ser seducido por un problema de difícil solución, Riestra nos seduce con inteligencia narrativa y exquisito buen gusto”.
				Ernesto Ayal-Dipp_ Babelia.
“Blanca Riestra se atreve con la dificultad de “contar distinto”-con intencionada sobriedad- (...) Es poco común narrar esos instantes en que todo se desmorona porque no hay forma de resistirse a la insoportable levedad del ser”
				Pilar Castro- ABC Cultural
Sobre la Canción de las cerezas:
“...me recuerda a aquellas extremecedoras historias que nos cuenta Jean Rhys en Buenos días, medianoche o en Sonría por favor donde sus protagonistas deambulan sin rumbo fijo por ciudades hostiles porque, en realidad, no hay lugar adonde ir. (...) Hay un intenso lirismo, desgarrador, en esta novela de Riestra que la emparenta con la Rhys, amén del coraje confesional y de la maestría en elaborar una picaresca moderna evitando la tópica marginalidad pero atreviéndose a rozarla cuando hace falta”.
				Juan Ángel Juristo- ABC Cultural 
“Blanca Riestra ha descrito como nadie la desolación y el vértigo. Y lo ha hecho con un lenguaje cultivado, con una prosa torrencial en la que conviven las imágenes más poderosas, las metáforas más heladoras, con las expresiones y referencias más cotidianos. Es una novela (La canción de las cerezas)llena de inteligencia y sentido del humor, pura literatura, sin adjetivos de ninguna clase –femenina, ni joven, ni nada- que busca arrojar nueva luz sobre la condición humana y el oficio de vivir”.
		 Carlos Castán –Revista Turia.

### SobreEl Sueño de Borges
"...tanto cuando me enfrenté a La canción de las cerezas como a El sueño de Borges, ambas lecturas me confirmaron que me encontraba ante una escritora de curioso talento, y no tanto por que incidiera, obra a obra, en un paisaje conocido como justo por el contrario, porque su mirada no ha quedado fijada, por ahora, en ahondar en rastros similares, sino que se despliega en múltiples querencias, abarcando mundos que incorporar al suyo". Juan Ángel Juristo- ABCD.

### SobreMadrid blues
"..es mucho más que una novela y música entera o cosquillas al fondo del paladar (...) Escarba la autora en la sorpresa y lo inasible; esta fuente inmensa de juventud y vida que es 'Madrid Blues', donde la prosa es viento frío y sabio". Diego Medrano -El Comercio

### SobreLa noche sucks
"Esta novela nos aúna en una sola geometría, rota por todas partes. Nos contagia, con esa cadencia personaje que se instala en el balcón interior para mirarnos hacia dentro, para seguir cantando y callando, un golpe, la soledad de las montañas sobre el desierto, una grieta en una acera; otro golpe, una caricia bienintencionada, torpe, desaparecida; nos contagia con esa fuerza poética que tienen las novelas que más me gustan, escritas desde la energía desconocida de las tripas y pulidas con conocimiento literario". Ernesto Pérez Zúñiga
"La noche que arrastra a los personajes persiste lejos de Alburquerque y crea un manto que crece con constancia y lentamente encadena a los personajes: «Una novela como un bosque donde las historias dibujen figuras solo perceptibles desde arriba. La estructura es figuración, la estructura traza círculos concéntricos que cercan poco a poco el sentido». Sin embargo Riestra no se desentiende de sus criaturas: aunque no dude en entrar sin falsa compasión en sus entrañas les llena de sentimientos complejos y comprensibles. Además consigue evitar la dispersión, mantener la verticalidad y la orientación de una obra que desafía con coraje a los límites". Recaredo Veredas- La tormenta en un vaso. 
"En La noche sucks no pasa en realidad casi nada, pero en sí misma contiene todo un pedazo de vida que late furioso y envenenado. Un universo sugerente, hipnótico, que resulta difícil de abandonar y que engancha. Sin duda gracias a la habilidad de la autora, sin duda gracias a la potencia de una mirada, la de Riestra, que al cabo es todo lo que se necesita para ser un buen escritor. Una mirada distinta de la realidad. Qué fácil es decirlo, y qué difícil conseguirlo". Daniel Ruiz García- Culturamas.

### Sobre "Vuelo diurno"
"...aún me parece más notable esa prosa de Riestra que, gracias a un lirismo intenso, se ha convertido en un estilo singular, exacto, profundo, con una capacidad de evocación tan rotunda como para que masquemos la tragedia". Fernando Castanedo- Babelia.